# وادي قنونا
وادي قنونا أو وادي قنونى يعد واحدا من أكبر الأودية في جنوب غرب المملكة العربية السعودية حيث يبلغ إجمالي طوله حوالي 108 كيلو متر، ويقع في محافظة العرضيات بمنطقة مكة المكرمة العرضية الشمالية. تبدأ روافد هذا الوادي من أعالي جبال الحجاز ينبع من جبل البلس إلى بلاد بني المنتشر ناخسة ثم بني بحير بلقرن ثم بلاد بني عيسى ويتجه في جريانه منحدرا نحو الغرب باتجاه بني زيد ومدينة القنفذة حيث يعد من أكبر أودية تهامة السعودية. يمتاز هذا الوادي بغزارة مياهه وعذوبتها وبكثرة بساتينه وتنوع محاصيله الزراعية التي منها القمح والدخن والسمسم والتي كانت تنتج بكميات تجارية سابقا، ويشتهر كذلك بزراعة النخيل.

## طول الوادي ومتوسط انحداره
يبلغ طول وادي قنونة 108 كم، ومتوسط انحداره 10,7 متر/كم

## منبع الوادي ومصبه وأهم روافده
منبع وادي قنونة من جبل البلس، ويصب في البحر الأحمر شمال القنفذة وأهم روافده وادي لحيان. وله روافد عديدة منها:
- وادي طلعة
- وادي راف
- وادي ذرحا
- وادي معلمة
- وادي جبجب
- وادي الألبة
- وادي شسع
- وادي حضرة
- وادي المعقل
- وادي النجيل
- وادي ذران
- وادي الرصاف
- وادي البوانة
- وادي المسلمة

## البلدات المحاذية لوادي قنونا
من أشهر البلدات التي تقع حول وادي قنونا:
- نمرة: وهي حاضرة العرضية الشمالية ويوجد بها مركز للشرطة وفرع البنك الأهلي وعدد من المدارس بجميع مراحلها والمعاهد العلمية وعدد من الأسواق ويوجد بها أيضا سوق شعبي يوم الأثنين.
- المبنى: وهو مركز العرضية الشمالية سابقا في أيام الدولة العثمانية وبداية الدولة السعودية.
- المعقص: ويوجد به سوق شعبي يوم الخميس.
- الفائجة: حاضرة بني بحير ويوجد بها سوق شعبي يوم الأربعاء.
- سبت الجاره:  قبائل بني عيسى  وفيها سوق سبت الجاره التاريخي يوم السبت وهي أحد أكبر المراكز في المنطقة ويتبع لها الكثير من القرى.
- مركز أحد بني زيد حاضرة قبائل بني زيد ويوجد بها سوق شعبي قديم يوم الأحد
- مدينة القنفذة وتقع عند مصب الوادي على البحر الأحمر غربا.

## وصلات خارجية
- موقع إمارة منطقة مكة المكرمة